# 埃尔可可 (贝拉瓜斯省)
埃尔可可是巴拿马贝拉瓜斯省马里亚托区的一个城市，2010年是人口为529，该城设立于2001年6月25日。